# Église Saint-Étienne d'Uzès

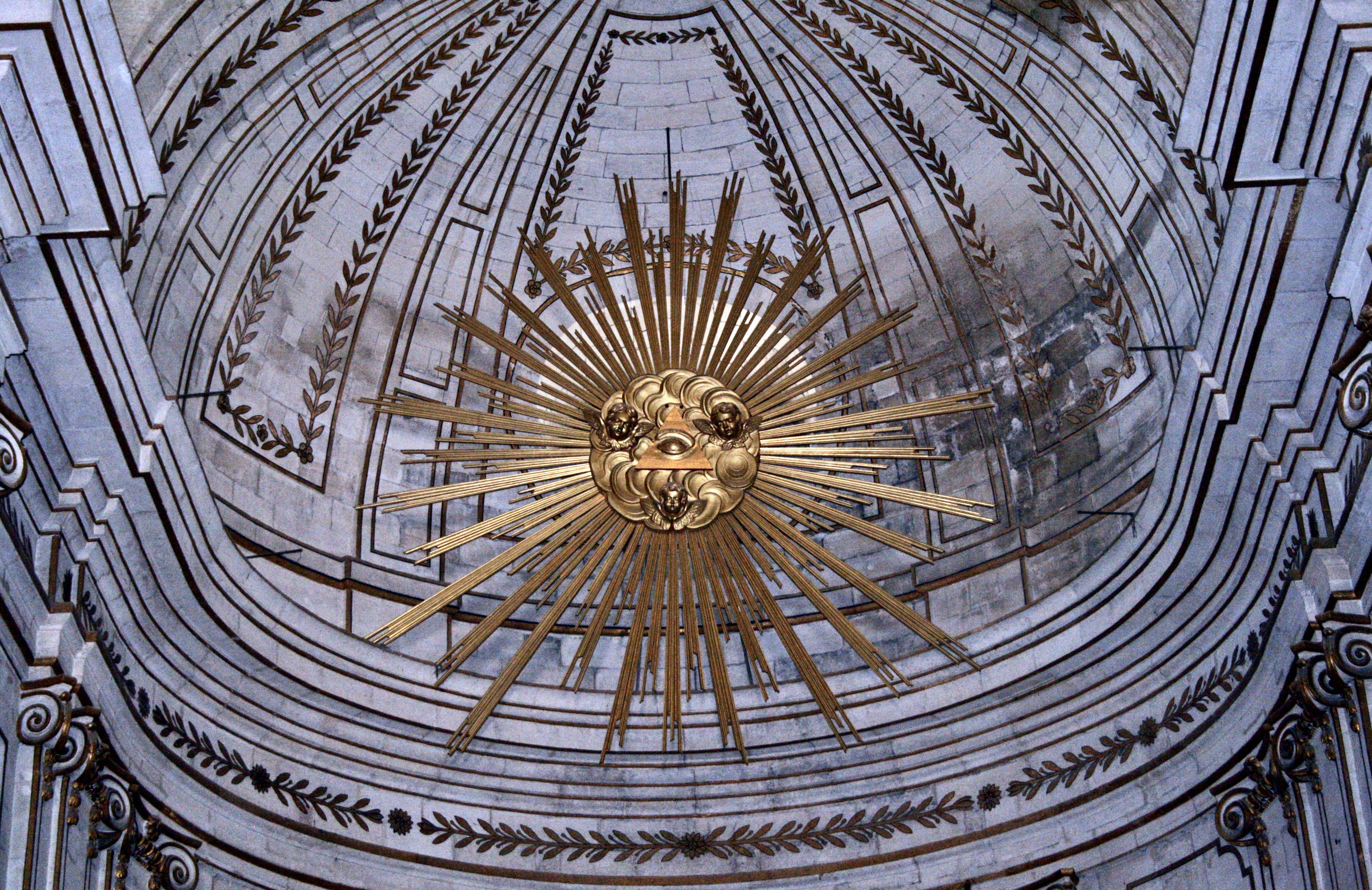
Œil de la Providence.

Pour les articles homonymes, voir Église Saint-Étienne et Saint-Étienne (homonymie).
L'église Saint-Étienne est une église catholique située à Uzès, en France.

## Localisation
L'église est située dans le département français du Gard, sur la commune d'Uzès.

## Historique
L'église de style baroque a été construite de 1764 à 1774 sous l'épiscopat de Monseigneur Bonaventure Baüyn, 63ème évêque d'Uzès.
Elle est réalisée par l'architecte avignonnais, Pierre Bondon à l'emplacement d'une ancienne église détruite pendant les guerres de religion, après l'avoir transformée en magasin et en arsenal. Seul le clocher du XIIIe siècle est conservé. Il servait de tour de guet et de défense. 
L'édifice est classé au titre des monuments historiques en 1974.